# Tantillita lintoni
La culebra cola corta de Linton (Tantillita lintoni) es una especie de serpiente que pertenece a la familia Colubridae. Es nativo de México (Veracruz, Campeche), Guatemala, Belice, Honduras y Nicaragua. Su hábitat natural se compone de bosque húmedo y muy húmedo tropical de tierras bajas. Su rango altitudinal oscila entre 0 y 550 m s. n. m.. 